# Zonentalk
Zonentalk war ein Projekt zur Erforschung der Alltagskultur der DDR. Studenten aus Chemnitz und Berlin hatten ein Internetforum unter Zonentalk.de aufgesetzt, das dazu diente, Geschichten und Erfahrungen aus dem Alltag der DDR zu sammeln. Es war damit eine frühe Form der Citizen Science, die das Internet zur Datenerhebung nutzte. Die Website wurde Ende 1999 aufgesetzt und verschwand zwischen 2010 und 2019 aus dem Netz. Die Buchveröffentlichung zum Forum erschien 2001.
Entstanden als Teilprojekt einer Dissertation, entwickelte Zonentalk schnell ein Eigenleben und eine Bedeutung, die über die Dissertation hinauswies. Daraus entstand unter anderem eine Buchveröffentlichung, die eine dauerhafte Referenz für den Alltag der DDR bietet. Das Projekt diente als Inspiration für weitere Projekte anderer Forscher zur DDR-Alltagskultur, wie beispielsweise „Denver Clan und Neues Deutschland: Mediennutzung in der DDR“.

## Entstehung
Das Projekt entstand aus der Beobachtung heraus, dass viele Prominente der DDR in den 1990er Jahren ihre Biographie veröffentlichten und somit ihre Sicht auf den ehemaligen Staat darstellen konnten. Die historische Forschung befasste sich vor allem mit dem Überwachungsstaat und der Widerstandsbewegung gegen diesen. Allerdings fehlte es nach Auffassung der Initiatoren an einer Geschichte der meisten Bürger, ihren Erfahrungen und ihrer Sicht der Dinge. Initiiert wurde es von Studenten der Technischen Universität Chemnitz, der Humboldt-Universität zu Berlin und des Böhlau Verlags Wien.
Auch ging es den Initiatoren darum, die Kluft zwischen Ost und West zu überwinden. Der Eindruck der Initiatoren war, dass Ostdeutschland auch 10 Jahre nach der Wende für viele Westdeutsche ein unbekanntes Land war und die Darstellung in den Medien sich auf eine klischeebeladene Gartenzwergidylle mit Stacheldrahtzaun beschränkte – die im Westen kein Wissen über den Osten verbreitete und im Osten vor allem Skepsis gegenüber den Medien erzeugte. Das Projekt sollte dazu dienen, ein vielgestaltigeres, breiteres Bild des Ostens zu zeichnen, wie ihn die Menschen tatsächlich erlebt hatten.

## Methode
Die Initiatoren setzten einen Server unter der Adresse Zonentalk.de auf. Hier riefen sie die ehemaligen Bürger der DDR auf, in einem Forum ihre Sicht auf die damaligen Erlebnisse und auf die Erlebnisse der Wendezeit darzustellen. Die Herangehensweise war bewusst offen gewählt. Die Initiatoren schrieben von „Hauptsache Geschichten. Egal ob lustig oder ernst, (n)ostalgisch oder kritisch, moralisierend oder ironisch, politisch korrekt oder inkorrekt, im ZONENTALK kann jeder schreiben, was ihm gefällt“.
Aus dem Projekt entstand ein Buch, das nach Themen gruppiert einige besonders prägende Diskussionsbeiträge sammelt.
Das Forum erreichte im Jahr 2000 die damals durchaus beeindruckende Zugriffszahl von etwa 1000 am Tag. Von April bis August 2000 hatten sich etwa 60.000 Zugriffe ergeben. Im Jahr 2002 waren es immer noch etwa 300 Zugriffe am Tag.
Im Jahr 2019 ist die Website abgeschaltet. Die Webadresse hat nichts mehr mit dem ursprünglichen Projekt zu tun.

## Auseinandersetzungen mit der Universität.
Das Projekt entstand auf Eigeninitiative auf Rechnern der TU Chemnitz. Nachdem die Universität nach etwa einem halben Jahr vom Projekt erfahren hatte, wollte sie dies entfernen lassen. Zum einen warf sie den Initiatoren vor, dass es zu offen und nicht wissenschaftlich genug sei. Zum anderen warfen sie ihnen vor, auf eine Buchveröffentlichung hinzuarbeiten und damit kommerzielle Interessen zu verfolgen. Gleichzeitig erhob die Chemnitzer Morgenpost schwere Vorwürfe: sie schilderte, dass es im Forum weniger um Erfahrungen im Ostalltag und mehr um „Stammtischparolen und dumpfe Ossi- bzw. Wessiwitze“ gehe. Laut Initiator Mühlberg hatte sich die Lokalpresse direkt mit den Vorwürfen an die Führung der TU gewandt, woraufhin die Universität den Studenten einen Monat Zeit ließ, um von den Rechnern der TU zu verschwinden.

## Inhalte
Bis zum November 2000 hatten sich 3500 Beiträge zu 300 Themen gesammelt. Die Initiatoren schreiben davon, dass ein Großteil des Angebots Schilderungen aus dem DDR-Alltag waren. Die Beitragenden waren 12 bis 80 Jahre alt und stammten aus dem sozialen Spektrum der DDR. Besonders wirksam in der öffentlichen Debatte waren Wessi-Witze, aber auch oft drastische und klischeebeladene Schilderungen des Nachwendealltags. Auch in diesen Schilderungen des neuen Westens zogen viele der Ex-DDR-Bürger ihre Sicht auf die DDR als Normalzustand entgegen und verglichen den Westen mit diesem, was auch eine besondere Sichtweise auf die Bundesrepublik erlaubte. Die Buchveröffentlichung stellt die Themengruppen Kindheit, Schule, Einführung in das Praktische Leben, Liebe und Sexualität, Konsum, Mode, Musik, Armeezeit und Ost-West-Kommunikation zusammen. Unterpunkte sind beispielsweise „Gruftis“, „Frisuren“, „Arbeitsklima gestern und heute“.
Presseveröffentlichungen stürzten sich auf die Konflikte im Forum. Der Spiegel schrieb von Ossihassern, die sich die Mauer zurückwünschen, und Wessihassern, die sich mit Witzen über Wessis austauschten. Er konstatierte aber auch die spannenden Berichte, die sich nur selten finden, „Diskussionen über die Vorteile beschichteter Bratpfannen und Berichte über die Tücken seinerzeit handelsüblicher Schleudern inbegriffen“.
Auch in den Folgejahren gingen die Einschätzungen auseinander. Die Welt schrieb 2002, das Forum sei „zum hemmungslosen Schimpfarchiv verkommen“. Im selben Jahr schrieb n-tv, die Seite mit mehr als 7000 Beiträgen „ist mittlerweile zum zeitgeschichtlichen Archiv geworden“.
In einer Besprechung von 2007 kritisiert die Sozialwissenschaftlerin Katja Neller, dass viele der Anwesenden im Forum eine Dominanz der Westdeutschen im Gesamtstaat beklagten, so dass ein gewinnbringender Ost-West-Dialog durch das Forum „kaum zu erwarten“ sei.